# Emil Jankech
Emil Jankech (7. května 1948, Trebatice – 17. září 2012) byl slovenský fotbalista, záložník.

## Fotbalová kariéra
V československé lize hrál za Jednotu Trenčín. Nastoupil ve 26 ligových utkáních a dal 3 ligové góly.

## Ligová bilance
| Ročník                                   | Zápasy | Góly | Klub            |
| ---------------------------------------- | ------ | ---- | --------------- |
| 1. československá fotbalová liga 1967/68 | 21     | 3    | Jednota Trenčín |
| 1. československá fotbalová liga 1968/69 | 2      | 0    | Jednota Trenčín |
| 1. československá fotbalová liga 1969/70 | 3      | 0    | Jednota Trenčín |
| CELKEM 1. liga                           | 26     | 3    |                 |